# Illinois State Redbirds

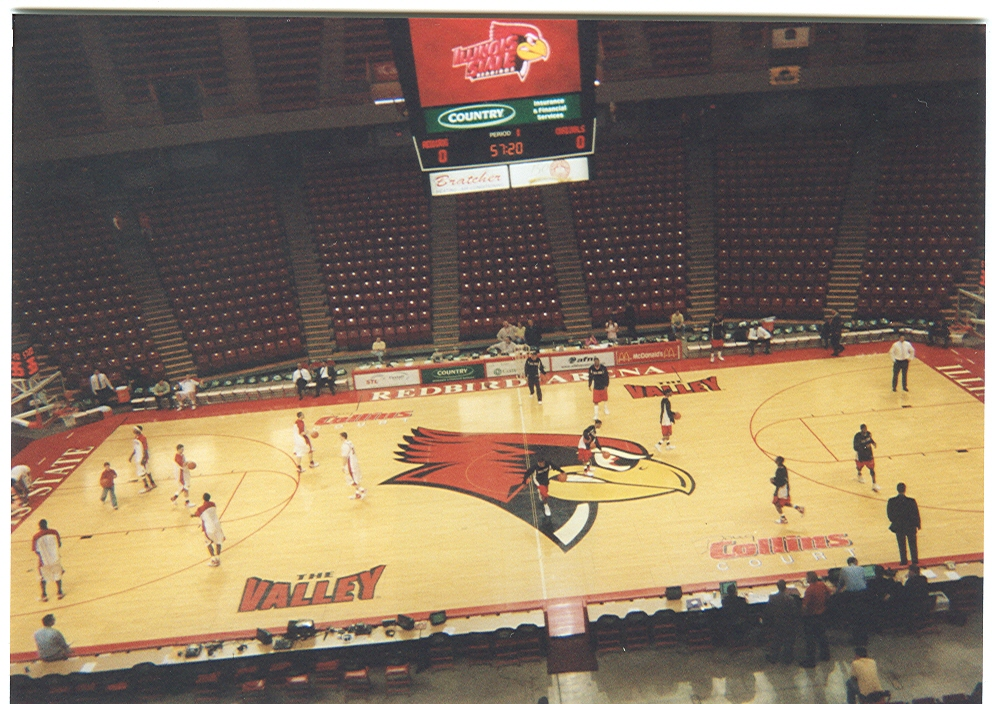
Redbird Arena

Illinois State Redbirds (español: Cardenales de la Estatal de Illinois) es el equipo deportivo de la Universidad Estatal de Illinois, situada en Normal, Illinois. Los equipos de los Redbirds participan en las competiciones universitarias organizadas por la NCAA, y forman parte de la Missouri Valley Conference en todos los deportes excepto en fútbol americano, donde compite en la Missouri Valley Football Conference.

## Apodo
El apodo original de Illinios State era el de Teachers (español: profesores), pero fue cambiado en 1923 por el director deportivo de la universidad por el de Redbirds. La mascota se llama Reggie Redbird, y fue elegido su nombre en una votación realizada entre los alumnos en 1980.

## Programa deportivo
Los Redbirds participan en las siguientes modalidades deportivas:
| - Masculino - Béisbol - Baloncesto - Cross - Fútbol americano - Tenis - Golf - Atletismo | - Femenino - Baloncesto - Cross - Fútbol - Tenis - Golf - Voleibol - Gimnasia - Natación y Saltos - Softball - Atletismo |

### Baloncesto
El equipo masculino de baloncesto ha llegado en 6 ocasiones a la fase final de la NCAA, la última de ellas en 1998. Solamente 3 jugadores de los Redbirds han llegado a la NBA, destacando el exjugador y exentrenador Doug Collins.